# Остров Вильгельма
Остров Вильгельма (норв. Wilhelmøya) — один из необитаемых островов архипелага Шпицберген, расположенный в Баренцевом море. Он находится немного южнее Северо-Восточной Земли и покрыт ледником, носящим название Земля Короля Улафа V, в проливе Хинлопен. Его площадь составляет около 120 км². Остров был открыт в 1871 году англичанином Леем Смитом. На острове имеется покрытая ледником вершина (555 м).